# 栗原惠
栗原恵（1984年7月31日—），出生於日本廣島縣江田島市，日本女子排球运动员，司职主攻，参加了2004年和2008年两届奥运会。身高1.86米，体重68千克。
栗原曾為日立佐和rivale的旗下選手之一。2003年起入選日本女排，並先後在奧運會（2004年雅典／2008年北京）、亞錦賽、世錦賽及世界女排大獎賽上陣。